# Marian McPartland
Margaret Marian McPartland, z d. Turner (ur. 20 marca 1918 w Slough, zm. 20 sierpnia 2013 na Long Island) – angielska pianistka i kompozytorka jazzowa. Laureatka NEA Jazz Masters Award 2000.
Uczyła się gry na skrzypcach i fortepianie. W czasie II wojny światowej dawała koncerty w jednostkach wojskowych. W 1945 wyjechała do Belgii. W tym samym roku poznała amerykańskiego kornecistę jazzowego Jimmy’ego McPartlanda i poślubiła go w niemieckim Akwizgranie. Po przeniesieniu się do USA w 1951 założyła własne trio. W latach 60. XX w. szczególnie interesowała się muzyką filmową. Występowała m.in. z Bennym Goodmanem, George’em Shearingem, Joe Venutim, Teddym Wilsonem i Bennym Carterem. Wykonywała także repertuar klasyczny. Odznaczona Orderem Imperium Brytyjskiego IV klasy (OBE).

## Wybrane kompozycje
Ambiance • In the Days of Our Love • So Many Things • There’ll Be Other Times • Twilight World • With You in My Mind

## Wybrana dyskografia
- 1951 Jazz at Storyville (Savoy)
- 1952 Lullaby of Birdland (Savoy)
- 1957 With You in My Mind (EMI)
- 1963/1990 Bossa Nova + Soul (Bainbridge)
- 1970 Ambiance (Jazz Alliance)
- 1981/1991 Marian McPartland • George Shearing • Alone Together (Concord)
- 1982 Personal Choice (Concord)
- 1985/2005 Teddy Wilson • Marian McPartland’s Piano Jazz (Jazz Alliance)
- 1993 In My Life (Concord)
- 1994 Marian McPartland Plays the Music of Mary Lou Williams (Concord)
- 1996 Just Friends (Concord)
- 2008 Twilight World (Concord)